# Z Nowym hodam!
Z Nowym hodam! (З Новым годам!, pol. Szczęśliwego Nowego Roku!) – debiutancki album białoruskiego zespołu rockowego Zet, zapisany wiosną 2000 roku w mozyrskim studiu muzycznym Art-studyjo i wydany w tym samym roku przez wydawnictwo Kowczeg. W 2004 roku wytwórnia West Records wydała reedycję albumu, w której znalazły się dodatkowo trzy wersje demo utworów z następnej płyty zespołu (Radzima.com), klip do piosenki „Kałhas” i koncertowy zapis piosenki „Radzima-swaboda”.

## Lista utworów
| Nr  | Tytuł utworu      | Oryginalna pisownia tytułu | Długość |
| --- | ----------------- | -------------------------- | ------- |
| 1.  | „Baju-baju”       | «Баю-баю»                  | 3:07    |
| 2.  | „Radzima-swaboda” | «Радзіма-свабода»          | 3:52    |
| 3.  | „Nieznajomiec”    | «Незнаёмец»                | 3:25    |
| 4.  | „Anioły”          | «Анёлы»                    | 3:53    |
| 5.  | „Hej, sławianie!” | «Гэй, славяне!»            | 3:29    |
| 6.  | „La Bamba”        |                            | 3:48    |
| 7.  | „Chłopczyk”       | «Хлопчык»                  | 3:07    |
| 8.  | „Narmalna”        | «Нармальна»                | 4:17    |
| 9.  | „Z Nowym hodam!”  | «З Новым годам!»           | 3:56    |
| 10. | „Taniec śmierci”  | «Танец сьмерці»            | 5:37    |
|     |                   |                            | 38:31   |

| Utwory bonusowe (reedycja z 2004 roku) | Utwory bonusowe (reedycja z 2004 roku)  | Utwory bonusowe (reedycja z 2004 roku) | Utwory bonusowe (reedycja z 2004 roku) |
| Nr                                     | Tytuł utworu                            | Oryginalna pisownia tytułu             | Długość                                |
| -------------------------------------- | --------------------------------------- | -------------------------------------- | -------------------------------------- |
| 1.                                     | „Hieadezija-kartahrafija” (wersja demo) | «Геадэзія-картаграфія»                 |                                        |
| 2.                                     | „Dziarżteleradyjo” (wersja demo)        | «Дзяржтэлерадыё»                       |                                        |
| 3.                                     | „Źmiaja” (wersja demo)                  | «Зьмяя»                                |                                        |

## Twórcy
- Lawon Wolski (Kanzler) – wokal, gitara
- Alaksandr Bykau (Porter) – perkusja
- Uład Pluszczau (Akrabat) – gitara basowa
- Siarhiej Kananowicz (Strong) – gitara
- Hanna Wolskaja – produkcja
- Siarhiej Łabandzieuski – zapis i mastering
- Pawieł Cybin – design okładki
- Alaksandr Kulik – fotografie[3]